# Cartografia de Mercuri

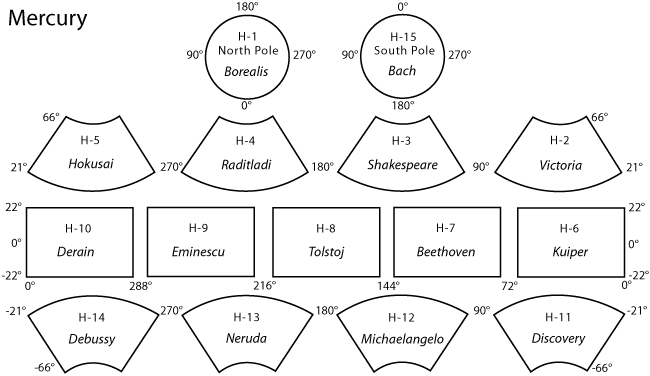
Els quadrangles de Mercuri

Per la cartografia de Mercuri, la Unió Astronòmica Internacional (UAI) ha dividit convencionalment la superfície del planeta d'acord amb un reticulat, adaptat a una representació a escala 1 : 5.000.000, que defineix 15 quadrangles, designats de H-1 a H-15 (l' H és l'acrònim d'Hermes, l'equivalent grec de Mercuri).
Les dimensions dels quadrangles difereixen en el nombre de graus de longitud i latitud coberts. També, al llarg dels límits latitudinals, els quadrangles se superposen en 1 grau (en la versió anterior a 2011 és superposaven als 5 graus).
S'han definit un total de tres bandes de quadrangles: 
- La primera, que es troba a l'equador, s'estén entre 22° S i 22° N,[Nota 1] i es divideix en cinc quadrangles de 72° de longitud cadascun.
- La segona s'estén entre 21° N/S i 66° N/S,[Nota 2] i es divideix en vuit quadrangles de 90° de longitud cadascun. Per totes aquestes bandes s'adopta 0° E com a meridià convencional per a l'inici de la subdivisió del quadrangles.
- La tercera banda s'estenen a més de 65° N/S, i es divideix en els dos quadrangles circumpolars.

Cada quadrangle rep un nom per les característiques superficials prominents visibles dins de cada àrea. Inicialment, els quadrangles van ser nomenats per les característiques d'albedo, ja que aquests eren els trets més prominents visibles abans del mapeig que es va dur a terme per mitjà de naus espacials. El mapatge realitzat amb les imatges obtingudes pels sobrevols del Mariner 10 en 1974 i 1975 va provocar el canvi de nom de nou quadrangles per les noves característiques prominents mapejades. Els sis quadrangles restants no van ser mapejats pel Mariner 10 i van conservar els seus noms de característiques d'albedo. Després de l'arribada del MESSENGER en òrbita el 2011, aquests sis quadrangles van ser mapejats i es van canviar els seus noms.

## Història de la cartografia de Mercuri
Els primers intents de dibuixar un mapa de la superfície de Mercuri van ser fets per Giovanni Schiaparelli, però primer va ser Percival Lowell en 1896 i després Eugène Michel Antoniadi en 1934 els primers en fer un mapa on identificaven les característiques amb un nom. En particular, va ser la nomenclatura d'Antoniadi que es va imposar en l'ús comú dels observadors.
Tots aquests treballs, que ja patien els límits implícits de la tecnologia d'observació llavors disponible, es van veure afectats per la convicció, que més tard va resultar ser errònia, que Mercuri estava en rotació síncrona amb el Sol, mostrant sempre el mateix hemisferi il·luminat. Fins i tot quan el 1965 es va entendre el veritable període de rotació de Mercuri, no es va poder obtenir mapes precisos, només una denominació convencional dels principals albedos que la UAI va anomenar utilitzant els noms dels mapes Antoniadi.
| Schiaparelli | Lowell | Antoniadi | UAI |
| ------------ | ------ | --------- | --- |
|              |        |           | .   |

## Cartografia moderna
L'assignació actual és el resultat de procés de les imatges detallades obtingudes entre 2011 i 2015 durant la missió MESSENGER, que van completar tant la qualitat com la cobertura assolida entre 1974 i 1976 amb els tres sobrevols planetaris de la missió Mariner 10, i en 2008 amb la primera passada del MESSENGER. El pla de vol triat per a la sonda Mariner 10 incloïa una òrbita heliocèntrica en ressonància 2:1 amb Mercuri; d'una banda, això va permetre que, amb els costos addicionals mínims, poder augmentar el nombre de sobrevols executables, l'altre implica que aquests es van esdevenir en el mateix punt de l'òrbita del planeta que, tenint una ressonància 2:1 entre el seu període de rotació i la revolució, sempre semblava estar il·luminat en el mateix hemisferi. El primer i el tercer sobrevol va tenir lloc al costat fosc del qual era possible obtenir imatges de la mitja lluna mercurial només durant l'aproximació i l'allunyament. En general, el Mariner 10 va recollir imatges del 45% de la superfície amb dos quadrangles completament mapejats i quatre sense observar totalment. La sonda MESSENGER es va col·locar en una òrbita hermeocentrica (òrbita al voltant de Mercuri) i va poder observar Mercuri de forma contínua durant quatre anys, fins a aconseguir la cobertura total del planeta el 6 de març de 2013.
Als quadrangles s'han assignat un codi de tipus H-n, on H representa Hermes, la divinitat corresponent a Mercuri en la mitologia grega, i n és la seqüència assignada al quadrangle dins del reticulat. La numeració del quadrangle es porta a terme de nord a sud i d'est a oest. Els quadrangles circumpolars són de forma circular. Per a cada quadrangle també s'ha assignat un nom pres d'un element topogràfic del relleu que es troba al quadrangle. El nom dels quadrangles han variat en el temps amb l'avanç del coneixement de la zona. Inicialment, els noms es referien a les característiques d'albedo històricament definides per Eugène Michel Antoniadi i després han sigut normalitzats per la UAI; després de la missió del Mariner 10, es van modificar el nom de nou quadrangles; els últims sis quadrangles van canviar el nom el 2011, quan van estar disponibles les primeres imatges del MESSENGER.

## Esquema del conjunt
Relació entre tots els quadrangles amb la superfície de Mercuri (el nord està a la part superior):

| Borealis Bach Victoria Shakespeare Raditladi Hokusai Derain Eminescu Tolstoj Beethoven Kuiper Discovery Michelangelo Neruda Debussy |

En particular, H-1 i H-15, en ser circumpolars, tenen una forma circular.

## Detall dels quadrangles
| Nom          | Codi | Epònim              | Nom anterior                | Latitud       | Longitud      | Mapa del Mariner 10 | Mapa actual |
| ------------ | ---- | ------------------- | --------------------------- | ------------- | ------------- | ------------------- | ----------- |
| Borealis     | H-1  | Borealis Planitia   | Borea                       | 65º - 90° N   | 0° - 360° W   |                     | H-1 PDF     |
| Victoria     | H-2  | Victoria Rupes      | Aurora                      | 21º - 66° N   | 0° - 90° W    |                     | H-2 PDF     |
| Shakespeare  | H-3  | Cràter Shakespeare  | Caduceata                   | 21º - 66° N   | 90° - 180° W  |                     | H-3 PDF     |
| Raditladi    | H-4  | Cràter Raditladi    | Liguria                     | 21º - 66° N   | 180° - 270° W | cap                 | H-4 PDF     |
| Hokusai      | H-5  | Cràter Hokusai      | Apollonia                   | 21º - 66° N   | 270° - 360° W | cap                 | H-5 PDF     |
| Kuiper       | H-6  | Cràter Kuiper       | Tricrena                    | 22º N - 22° S | 0° - 72° W    |                     | H-6 PDF     |
| Beethoven    | H-7  | Cràter Beethoven    | Solitudo Lycaonis           | 22º N - 22° S | 72º - 144° W  |                     | H-7 PDF     |
| Tolstoj      | H-8  | Cràter Tolstoj      | Phaethontias                | 22º N - 22° S | 144º - 216° W |                     | H-8 PDF     |
| Eminescu     | H-9  | Cràter Eminescu     | Solitudo Criophori          | 22º N - 22° S | 216º - 288° W | cap                 | H-9 PDF     |
| Derain       | H-10 | Cràter Derain       | Pieria                      | 22º N - 22° S | 288º - 360° W | cap                 | H-10 PDF    |
| Discovery    | H-11 | Discovery Rupes     | Solitudo Hermae Trismegisti | 21º - 66° S   | 0° - 90° W    |                     | H-11 PDF    |
| Michelangelo | H-12 | Cràter Michelangelo | Solitudo Promethei          | 21º - 66° S   | 90° - 180° W  |                     | H-12 PDF    |
| Neruda       | H-13 | Cràter Neruda       | Solitudo Persephones        | 21º - 66° S   | 180° - 270° W | cap                 | H-13 PDF    |
| Debussy      | H-14 | Cràter Debussy      | Cyllene                     | 21º - 66° S   | 270° - 360° W | cap                 | H-14 PDF    |
| Bach         | H-15 | Cràter Bach         | Australia                   | 65º - 90° S   | 0° - 360° W   |                     | H-15 PDF    |